# Красуня та Чудовисько: Зачароване Різдво
«Красуня та Чудовисько: Зачароване Різдво» — анімаційний різдвяний музичний фентезійний фільм 1997 року, створений студією Walt Disney Television Animation. Це продовження мультфільму Disney 1991 року «Красуня і чудовисько». У 1997 році фільм продали 7,6 мільйона  касет VHS. Це перше з двох випущених сиквелів "Красуні та чудовиська", а також «Чарівний світ Белль» (1998).

## Сюжет
Через деякий час після зняття чар чарівниці в замку Звіра влаштовується різдвяна вечірка, на яку приходить майже все село. Згадуючи минулорічні Різдва, Люм'єр і Коґсворт сперечаються про те, хто «врятував» Різдво, спонукаючи місіс. Поттс, щоб розповісти історію.
Рік тому, незабаром після того, як Звір врятував Белль від вовків, Белль, як і інші слуги, очікує настання Різдва, хоча вони виявляють, що Принц проти зими, оскільки саме тоді він був перетворений на Звіра і на Святвечір клали зачаровану троянду під дзвоник. Щоб полегшити його дух, Белль вчить Звіра кататися на ковзанах. Із Західного крила за ними спостерігає Форте, орган, який раніше був придворним композитором принца, і не хоче, щоб заклинання зникало (тобто він більше ніколи не хотів бути людиною), оскільки він більш корисний у своїй зачарованій формі. Він посилає свого піколо-міньйона, Файфа, щоб саботувати їхню новознайдену дружбу, в результаті чого Белль і Чудовисько розбиваються об сніг. Потім, коли Белль створює снігового ангела, Звір бачить його снігову фігуру як тінь чудовиська. Він реве, товче сніг і в пориві люті кидається геть. Оскільки Файф стверджує, що Форте пишатиметься ним, Звір топчеться назад у свій замок у люті та депресії.
Попри побоювання Звіра, Белль вирішує відсвяткувати Різдво без його згоди, хоча Звір поступово відкриває цю ідею за порадою Люм'єра. Белль зустрічає Форте в Західному крилі, і він пропонує їй піти в ліс, щоб знайти ялинку, але він таємно каже Чудовикові, що Белль кидає його. Потім Форте продовжує маніпулювати Звіром (під контролем свого розуму) до люті, знищуючи різдвяні прикраси в їдальні та вириваючись на вулицю шукати Белль. Анжелік плаче, тому що безглуздий раб Форте все знищив, вважаючи це безнадійним. Белль і ще кілька слуг знаходять і рубають дерево, але Белль провалюється крізь тонкий лід і мало не тоне. Звір втручається і вчасно рятує її, хоча він замикає її в підземеллі за те, що вона нібито порушила обіцянку не залишати його.
У підземеллі Белль втішають слуги та Файф, які почуваються винними за те, що сталося. Форте спокушає Чудовисько знищити троянду, коли пелюстка розвівається біля книжки оповідань, яку Белль залишила йому. Звір, прочитавши це, змінив своє рішення та проігнорувавши благання Форте, звільнив Белль, давши свою згоду святкувати його Різдво. Не маючи сили запобігти неминучому, думаючи, що коли знову стане людиною, він знову зникне на задньому плані, Форте, намагаючись використати свої сили, намагається зруйнувати замок, думаючи, що вони не зможуть закохатися, якщо вони повторно мертвий. Файф стикається з Форте, і з'ясовується, що соло, яке йому обіцяв Форте, було порожнім, навіть сказавши йому, що він другосортний і цим він ніколи не буде. Тоді Звір підривається, щоб протистояти Форте, але на той час нерозумно підкорятися йому. Белль та інші досягають Західного крила, де Люм'єр, Коґсворт і Анжелік намагаються врятувати троянду, а Белль приєднується до Звіра у протистоянні Форте. Файф вказує на клавіатуру Форте, де він піднімається та відриває її, позбавляючи Форте магічних здібностей. Звір жорстоко розбиває клавіатуру Форте. Потім Форте намагається відірватися від стіни, в результаті чого він впав на підлогу, убивши його, а Белль втішає спустошеного Звіра. Незабаром після цього замок відремонтували, Файф отримав королівське прощення, і відсвяткували Різдво.
Повернувшись у сьогодення, місіс. Поттс приходить до висновку, що саме Белль врятувала Різдво. Белль і принц заходять до двору, щоб привітати своїх гостей, даруючи Чіпу збірку оповідань у подарунок. Поки Файф, тепер новий придворний композитор, керує оркестром, принц і Белль діляться моментом на балконі, де він дарує їй в подарунок троянду.

## Ролі озвучували
- Роббі Бенсон — принц Адам/Звір
- Пейдж О'Гара — Белль
- Джеррі Орбак — Люм'єр
- Девід Огден Стірс — Когсворт
- Анджела Ленсбері — місіс Поттс
- Гейлі Джоел Осмент — Чіп. Ендрю Кінан-Болгер дає свій співочий голос.
- Бернадетт Пітерс — Анжелік
- Пол Рубенс — Файф
- Тім Каррі — Форте
- Френк Велкер — кінь Філіпа та султан
- Джефф Беннет — Сокира
- Кет Соусі — Чарівниця
- Роджер Бампас — додатковий вокал

## Виробництво
На хвилі успіху фільму «Повернення Джафара» (1994) компанія Walt Disney у січні 1996 року відкрила канадську студію Walt Disney Animation для виробництва прямого відео та потенційних театральних фільмів, а також для використання талантів канадських аніматорів. Маючи 200 найнятих аніматорів, Disney Animation Canada мала два окремих анімаційних заклади в Торонто та Ванкувері, якими керувала Джоан Фішер, колишня керівниця канадійського громадського телебачення. Їхнім першим проектом був «Красуня і Чудовисько: Зачароване Різдво», попереднє виробництво якого пішло навесні того ж року. Додаткову анімаційну роботу виконали Walt Disney Television Animation Australia, Wang Film Productions Co., Ltd., розташована в районі Сіньдіан, Тайбей, Тайвань, і Character Builders. Це був перший анімаційний фільм Діснея, в якому використовувалися цифрові чорнила та фарби.
Спочатку фільм мав бути прямим продовженням оригінального фільму, головним лиходієм якого мав бути Авенант, зображений тут як молодший брат Гастона. Мета Авенанта полягала в тому, щоб помститися Ґастону, зруйнувавши життя Белль і принца та погрожуючи вбити їх, нібито використовуючи чаклунство, щоб перетворити принца назад на Звіра та підставити за це Белль. Попри те, що його виключили з оповідання, а сюжет змінився, ці риси були включені у Форте, органну трубу, який не хотів, щоб Звір знову став людиною. На відміну від інших персонажів, Форте був повністю анімований комп'ютерами.
До речі, ім'я антагоніста «Авенант» було взято з французького чорно-білого фільму 1946 року "Красуня і Чудовисько" (La Belle et la Bête), тобто ім'я антагоніста його фільму. Цей фільм є однією з перших і найпопулярніших адаптацій історії, і він найбільше вплинув на майбутні адаптації, включаючи оригінальний фільм Діснея, антагоніст якого, Гастон, фактично сам був натхненний Авенантом.

## Поширення
Вперше фільм був випущений на VHS та LaserDisc у США та Канаді 11 листопада 1997 року. 13 жовтня 1998 року був випущений DVD. Обидва видання були швидко зняті з виробництва, і фільм залишався недоступним, поки 12 листопада 2002 року Дісней не випустив спеціальне видання DVD та VHS, лише через місяць після того, як студія випустила платиновий випуск DVD та VHS оригінального фільму. Новий DVD містив ремейк кліпу на пісню «As Long As There's Christmas» від Play. Також було представлено гру під назвою Forte's Challenge, 10-хвилинний закадровий фільм, вибір пісень Disney та Enchanted Environment, де показано Замок Звіра в різні пори року. Платинове видання оригінального фільму та спеціальне видання цього фільму було знято з друку одночасно в січні 2003 року.
22 листопада 2011 року фільм був випущений на Blu-ray після виходу Diamond Edition (першого фільму 5 жовтня 2010 року). В Австралії фільм був випущений 3 листопада 2011 року на DVD Region 4 з тими ж функціями, що й оригінальний DVD «Красуня і Чудовисько: Зачароване Різдво». Випуск Blu-ray був поміщений у Disney Vault разом з двома іншими фільмами.
Фільм був перевипущений 25 жовтня 2016 року Walt Disney Studios Home Entertainment на комбінованому пакеті Blu-ray — трохи більше ніж через місяць після виходу підписного видання до 25-річчя першого фільму.
У 2019 році фільм вийшов на Disney+.

## Рецензії
Вебсайт агрегатора рецензій Rotten Tomatoes повідомив, що фільм отримав a 13 % рейтингу «тухлого» із середнім рейтингом 4,1/10 на основі eight рецензій.
Тай Берр, рецензент Entertainment Weekly, оцінив фільм на C−, зробивши висновок у своїй рецензії: «Загалом, досить мокрий різдвяний фруктовий пиріг. Ваші діти це з'їдять? Звичайно, і тому „Зачароване Різдво“ варто взяти напрокат. Але Дісней дуже хоче, щоб ви помістили цю присоску у свою постійну колекцію. І поряд із „Красунею та Чудовиськом“ — все ще перлиною компанії — Різдво виглядає як шматок вугілля».

## Подяки
| Нагорода | Результат |
| --- | --------- |
| Премія «Енні»: Видатні індивідуальні досягнення за режисуру повнометражного анімаційного фільму для режисера Ендрю Найта                                | Номінація |
| Премія «Енні»: видатне індивідуальне досягнення за музику в повнометражному анімаційному фільмі «До тих пір, поки є Різдво» Рейчел Портман і Дона Блека | Номінація |
| Премія «Енні»: Видатне індивідуальне досягнення за озвучення виконавця чоловічої статі в повнометражному анімаційному виробництві Тіма Каррі            | Номінація |
| Премія «Енні»: Видатне індивідуальне досягнення за озвучення виконавця чоловічої статі в повнометражному анімаційному виробництві Джеррі Орбаха         | Номінація |
| Премія «Енні»: видатні індивідуальні досягнення за написання анімаційного повнометражного фільму для сценаристів                                        | Номінація |

## Музика
Саундтрек був випущений 9 вересня 1997 року. Оригінальний партитуру та пісні створила Рейчел Портман, а слова написав Дон Блек. Пісні фільму записувалися «наживо» з оркестром і акторським складом у кімнаті, як і в першому фільмі.
«Оповіді» у виконанні Пейдж О'Хари розповідає про те, що Белль подарує Звірові на Різдво: книга оповідань, яка значною мірою базується на мотиві фіналу симфонії Жана Сібеліуса №5. Тема фільму «Поки є Різдво» розповідає про те, як знайти надію під час Різдва. Пісню співали актори фільму з додатковим приспівом, і вона співається, коли Белль і зачаровані об'єкти прикрашають замок на Різдво. «Не закохуйся», яку співає Тім Каррі, показує план Форте щодо того, як утримати Звіра від Белль, щоб закляття не зникло. «Висока перевага», яку також співають актори, розповідає про те, як командна робота та друзі дуже важливі в житті.
«Підлога зали» виконується під час відкриття Джеррі Орбахом, Девідом Огденом Стірсом, Бернадетт Пітерс і хором. Доріжки з 8 по 15 також діють як різдвяний альбом традиційних колядок, які співає Пейдж О'Хара.